# Bubble (film)
Bubble (japonsky バブル, Baburu) je japonský animovaný film produkovaný studiem Wit. Režisérem byl Tecuró Araki, scénář napsal Gen Urobuči, postavy navrhl Takeši Obata a hudbu složil Hirojuki Sawano. Film měl premiéru v únoru 2022 na Berlínském mezinárodním filmovém festivalu. Celosvětovou premiéru měl 28. dubna 2022 na Netflixu a do japonských kin vstoupil 13. května. Úvodní znělku „Bubble“ interpretoval Eve, závěrečnou znělku „Džá ne, mata ne.“ interpretovala Riria.

## Děj
Před několika lety se z vesmíru na Zem snesly bubliny odporující fyzikálním zákonům. Na Tokijské věži tehdy došlo k výbuchu, jehož následkem ve věži vzniklo gravitační pole a celé Tokio bylo uzavřeno do velké bubliny. Bublina zadržovala vodu (ačkoli propouštěla vše ostatní) a výsledná záplava učinila město neobyvatelným. V centru se utvořil zářící vodní vír pojmenovaný „Jáma mravkoleva“, který ho začal pomalu pohlcovat. Postupně se ale do Tokia začaly stěhovat osiřelé a zběhlé děti, pro které se stalo domovem a hřištěm. Začaly zde pořádat turnaje ve sportu podobném parkouru zvaném „battlecour“, v němž týmy zpravidla soupeří o potraviny a předměty denní potřeby, kterých je v opuštěném městě nedostatek.
Náctiletý hlavní hrdina Hibiki, který se kdysi na Tokijské věži stal svědkem pádu prvních bublin, je nyní členem tokijského battlecourového týmu Modrý plamen. Jeho spoluhráči Usagi, Kai a Isozaki, trenér Šin a vědkyně Makoto, s nimiž přebývá na odstavené lodi, ho považují za nejlepšího člena týmu, ale on se jich straní. Trpí sluchovou hypersenzitivitou, potřebuje nosit sluchátka na utlumení zvuku a jako jediný slyší bubliny zpívat.
Jednoho dne se Hibiki rozhodne vyšplhat na Tokijskou věž, na jejíž vrcholek se kvůli složitému gravitačnímu poli od výbuchu nikdo nedostal. Neuspěje však a spadne do moře, odkud je zachráněn záhadnou němou dívkou. Když se dívka Hibikiho dotkne, začnou se její prsty proměňovat v bubliny, což ji poleká. Hibiki ji přivede na loď a představí ji svému týmu, do nějž je obratem přijata, když vyjde najevo, že je fyzicky velmi zdatná, ačkoli potrádá základní lidské návyky. Hibiki ji začne učit mluvit. Později ji uslyší zpívat stejnou píseň, kterou vydávají bubliny, a pojmenuje ji Uta („Píseň“).
Uta požádá Makoto o rukavici, aby zakryla své prsty proměněné v bubliny. Makoto začne Utu učit o lidské kultuře a přečte jí pohádku Malá mořská víla od Hanse Christiana Andersena. Uta začne vnímat paralely mezi pohádkou a svým vlastním příběhem; začne Hibikiho považovat za svého prince a vesmír, odkud přišla, za sestru, která se ji snaží přesvědčit k návratu domů. Když je Makoto později unesena konkurenčním týmem Hrobníků, Uta prokáže své výjimečné schopnosti při její záchraně. Hibiki zároveň při běhu s Utou ztratí svá sluchátka a jeho sluchová hypersenzitivita je vyléčena. Hibiki se přestane stranit kolektivu.
S Utinou přítomností v lidském světě se však zanedlouho začne hroutit tokijské gravitační pole. Uta naslouchá volání své „sestry“ a vydává na vrchol Tokijské věže. Hibiki ji s pomocí ostatních členů týmu následuje a na vrcholku věže se setkává se svým mladším já, zamrzlým v čase v den, kdy začaly padat bubliny. Když se pokusí svého mladšího já dotknout, scéna se rozplyne a věž se začne hroutit. Uta, která se chystá skočit do víru ve středu gravitačního pole, se vrhne za padajícím Hibikim. Ve chvíli, kdy ho chytne, se začne proměňovat v bubliny. Zřítí se spolu do moře a Uta se poté na břehu promění v mořskou pěnu.

## Obsazení
- Džun Šison jako Hibiki[2]
- Riria jako Uta
- Mamoru Mijano[2]
- Júki Kadži[2]
- Tasuku Hatanaka[2]
- Alice Hirose jako Makoto[1]
- Sajaka Senbongi[1]
- Marina Inoue[1]